# Bergenvaart
El Bergenvaart o Kolme o (en francès: canal de la Colme) és un canal de Bèlgica i de França que connecta les ciutats de Veurne i Sint-Winoksbergen.
Quan els canonges d'Ariën el van fer excavar el 1293, tot el canal es trobava al territori del comtat de Flandes. Avui, és el canal artificial més antic de França, com que França va anexionar la part meridional de Flandes pel Tractat dels Pirineus. En aquesta regió costanera, els rius Aa i IJzer desembocaven al mar del Nord en un embolic de braços, de priels, de recs i de rierols. En fer pòlders, l'home va omplir els priels més petits i utilitzar els altres per a fers canals de desguàs o navegables.
El tram belga d'11.028 metres ja no és navegable. A França, només el tram entre Waten i Sint-Winoksbergen, anomenat canal de la Haute-Colme ho és, té una longitud de 25 km i quatre rescloses. El tram entre Watten i Kapellebroek forma part del Canal Duinkerke-Escalda.

## Rescloses
| Rescloses al tram belga    | Rescloses al tram belga | Rescloses al tram belga | Rescloses al tram belga | Rescloses al tram belga |
| -------------------------- | ----------------------- | ----------------------- | ----------------------- | ----------------------- |
| Localitat                  | llargada                | amplada                 | profunditat             | alçària llibre          |
| Houtemsluis Houtem         | 25,65                   | 3,50 m                  | 0,90 m                  | 1,87                    |
| Resclosa de desguàs Veurne | 20,4 m                  | 3,30 m                  | —                       | —                       |